# Noorwegen op de Olympische Winterspelen 2006
Tijdens de Olympische Winterspelen van 2006 die in Turijn werden gehouden nam Noorwegen voor de 20e keer deel en is daarmee een van de twaalf landen die aan alle Winterspelen heeft deelgenomen.
Noorwegen werd door 73 deelnemers vertegenwoordigd op deze editie, ze namen deel aan tien takken van sport. Er werden twee gouden, acht zilveren en negen bronzen medailles behaald in zeven sporten en eindigden daarmee op de dertiende plaats in het medailleklassement.
Biatleet Ole Einar Bjørndalen (in 2002 nog vier keer goud) veroverde op deze editie drie medailles en bracht zijn Olympische score daarmee op negen medailles (5-3-1) en passeerde daarmee de Duitser Ricco Groß als succesvolste Olympische biatleet.
Alpineskiër Kjetil André Aamodt nam voor de vijfde keer deel aan de Winterspelen en veroverde de voor de vijfde keer een medaille op de Super-G (4-0-1) en zijn achtste Olympische medaille in totaal (4-2-2) en werd daarmee de succesvolste Olympische alpineskiër.
De freestyleskiester Kari Traa veroverde met haar tweede plaats voor de derde opeenvolgende keer een medaille op het onderdeel Moguls (1-1-1).
Van alle medaillewinnaars is snowboardster Kjersti Buaas de enige die één olympische medaille in haar bezit heeft. Alle andere medaillewinnaars hebben óf op deze Spelen meerdere medailles gewonnen (Magnus Moan, Roar Ljøkelstoy en Lars Bystøl) óf op eerdere Spelen een of meer medailles gewonnen.

## Medailles
| Sport              | Naam                                                                  | Discipline            | Medaille |
| ------------------ | --------------------------------------------------------------------- | --------------------- | -------- |
| Alpineskiën        | Kjetil André Aamodt                                                   | Super-G, mannen       | Goud     |
| Biatlon mannen     | Frode Andresen                                                        | 10 km sprint          | Brons    |
| Biatlon mannen     | Ole Einar Bjørndalen                                                  | 12,5 km achtervolging | Zilver   |
| Biatlon mannen     | Ole Einar Bjørndalen                                                  | 15 km, massastart     | Brons    |
| Biatlon mannen     | Ole Einar Bjørndalen                                                  | 20 km                 | Zilver   |
| Biatlon mannen     | Halvard Hanevold                                                      | 10 km                 | Zilver   |
| Biatlon mannen     | Halvard Hanevold                                                      | 20 km                 | Brons    |
| Freestyleskiën     | Kari Traa                                                             | Moguls, vrouwen       | Zilver   |
| Langlaufen mannen  | Frode Estil                                                           | 30 km achtervolging   | Zilver   |
| Langlaufen mannen  | Tor Arne Hetland / Jens Arne Svartedal                                | Team sprint           | Zilver   |
| Langlaufen vrouwen | Marit Bjørgen                                                         | 10 km                 | Zilver   |
| Langlaufen vrouwen | Hilde G. Pedersen                                                     | 10 km klassiek        | Brons    |
| Noordse combinatie | Magnus Moan                                                           | 7,5 km sprint         | Zilver   |
| Noordse combinatie | Magnus Moan                                                           | 15 km                 | Brons    |
| Schansspringen     | Lars Bystøl                                                           | K90                   | Goud     |
| Schansspringen     | Lars Bystøl                                                           | k120                  | Brons    |
| Schansspringen     | Roar Ljøkelsøy                                                        | K90                   | Brons    |
| Schansspringen     | Lars Bystøl / Roar Ljøkelsøy Bjørn Einar Romøren / Tommy Ingebrigtsen | K120 team             | Brons    |
| Snowboarden        | Kjersti Buaas                                                         | Halfpipe              | Brons    |

## Deelnemers
Aan deze editie namen 73 deelnemers mee, 51 mannen en 22 vrouwen in 10 sporten.
| Sport       | M / V  | Sport              | M / V |
| ----------- | ------ | ------------------ | ----- |
| Alpineskiën | 7 / -  | Biatlon            | 6 / 5 |
| Curling     | 5 / 5  | Freestyleskiën     | - / 2 |
| Langlaufen  | 12 / 5 | Noordse combinatie | 5 / - |
| Schaatsen   | 7 / 3  | Schansspringen     | 5 / - |
| Skeleton    | - / 1  | Snowboarden        | 4 / 1 |

Albanië · Algerije · Amerikaanse Maagdeneilanden · Andorra · Argentinië · Armenië · Australië · Azerbeidzjan · België · Bermuda · Bosnië en Herzegovina · Brazilië · Bulgarije · Canada · Chili · China · Chinees Taipei · Costa Rica · Cyprus · Denemarken · Duitsland · Estland · Ethiopië · Finland · Frankrijk · Georgië · Griekenland · Groot-Brittannië · Hongarije · Hongkong · Ierland · IJsland · India · Iran · Israël · Italië · Japan · Kazachstan · Kenia · Kirgizië · Kroatië · Letland · Libanon · Liechtenstein · Litouwen · Luxemburg · Macedonië · Madagaskar · Moldavië · Monaco · Mongolië · Nederland · Nepal · Nieuw-Zeeland · Noord-Korea · Noorwegen · Oekraïne · Oezbekistan · Oostenrijk · Polen · Portugal · Roemenië · Rusland · San Marino · Senegal · Servië en Montenegro · Slovenië · Slowakije · Spanje · Tadzjikistan · Thailand · Tsjechië · Turkije · Venezuela · Verenigde Staten · Wit-Rusland · Zuid-Afrika · Zuid-Korea · Zweden · Zwitserland